# Marquise de Brou
La Marquise de Brou, née Eugénie Aglaé Adèle Sapey, est une salonnière et mélomane française, née le 7 février 1827 à Paris et décédée le 6 mai 1913 à Paris

## Biographie
Fille de Louis Charles Sapey et Angélique Eulalie Boby, elle nait le 7 février 1827 sur l'ancien dixième arrondissement de Paris.
Elle épouse, le 20 janvier 1847, à Paris, Charles Eugène Feydeau, Marquis de Brou, receveur de l'enregistrement, fils de Claude Charles Henri Feydeau, Marquis de Brou, et de Eugénie Marie Poullain de Maisonville, et arrière-petit-fils de Charles-François II de Lamoignon de Basville, avec lequel elle a Marie Charlotte Diane qui épousera Charles Le Ray de Chaumont, Marquis de Saint-Paul.
Investie dans les œuvres de bienfaisance et de charité, elle fait partie des membres du comité d'organisation d'un concert et tombola qui se tient, à la Salle Érard, le 12 avril 1900, sous la présidence de sa fille, à l'initiative de ce projet, et pour lesquelles les plus grands maîtres acceptent de donner leurs œuvres. L'idée de cette soirée nait après l'hémiplégie qui frappe le violoniste Casella.
Présentée par Messieurs Le Myre de Vilers et le Commandant d'Ollone, en séance du 28 mai 1909, elle est admise membre de la Société de géographie, le 18 juin suivant.
Elle meurt le 6 mai 1913, en son domicile situé dans le seizième arrondissement de Paris, au 3, rue Nitot, des suites d'une longue maladie.

## Le salon musical de la Marquise
Elle tient à Paris, dans son hôtel particulier situé au 1, rue de l'Université, puis au 3, rue Nitot, un salon musical, très couru.
Elle reçoit notamment, dans ses salons, sa fille, la Marquise de Saint-Paul,,,, le violoncelliste, Jules Delsart, la grande pianiste, Wilhelmine Clauss-Szarvady, les compositeurs, Benjamin Godard, la Vicomtesse de Grandval,,, Camille Saint-Saëns,, Francis Thomé,,,, Léon Delafosse, Mademoiselle Hansen,, Théodore Dubois, Victorin de Joncières, Édouard Trémisot,, Henri Falcke,, Jules Massenet, à qui elle consacre plusieurs soirées musicales, Raymond Chanoine-Davranches, et Isidore de Lara, à qui elle consacre une matinée artistique en 1911, le poète, Jean Rameau,, les actrices, Renée du Minil,,, Suzanne Reichenberg,,, Mary Garnier, Mademoiselle Dudlay et Wanda de Boncza, les cantatrices, Gabrielle Krauss,,,,, Doris Dettelbach, Renée Richard, Jane Marcy,, Juliette Conneau et Marcelle Prégi, la soprano tchèque, Élise de Nys Kutscherra (en), la mezzo-soprano moldave, Zinah de Nuovina, le chanteur mondain, Arthur de Gabriac, le basse, Pol Plançon, le baryton, Jean Martapoura, les ténors, Georges Imbart de la Tour et le Vicomte Esdouhard,,, et le jeune ténor, Monsieur Bigot.
Séduite, tout comme sa fille, par le talent de Jules Massenet, elle organise, le 30 avril 1890, à l'occasion de ses réceptions du jeudi, une soirée consacrée au compositeur. Sous la direction de l'auteur lui-même, on peut y applaudir le ténor mondain, Robert Le Lubez, Messieurs Casella, Grivot et Viannenc, de l'Opéra-comique, Lilly Proska, Thérèse Ganne, de l'Opéra, Marie Garnier, de l'Opéra-comique, et Mesdemoiselles Vilma et Lyreams. Elle organise d'autres festivals célébrant les œuvres de Massenet, les 22 octobre 1896 et 4 février 1897.
Elle fait bâtir un hôtel au 3, rue Nitot, à Paris, entièrement consacré à la poésie et à la musique et dont elle confie la décoration du salon de musique à sa fille. La crémaillère y est pendue, le 17 mai 1894, au son des compositions nouvelles d'Ambroise Thomas, de Camille Saint-Saëns, de Jules Massenet, de Francis Thomé, de Louis Diémer, de Viot, de la Vicomtesse de Grandval et de Madame Ferrari et Mademoiselle Chaminade. Tout comme dans son précédent hôtel, elle y tient des soirées musicales hebdomadaires, tous les jeudis, qui rassemblent grand nombre de personnalités politiques, artistiques et de la vie mondaine parisienne.
Elle organise, en marge de la crémaillère de son hôtel, le 24 mai suivant, un festival consacré à l’œuvre d'Ambroise Thomas,.
Au fait des nouveaux talents, elle accueille, dans ses salons, de nombreuses premières et notamment, le 10 mai 1895, la première représentation de Germaine, l'opéra-comique en un acte de Madame Manuela, pseudonyme artistique de la Duchesse d'Uzès, sur une musique composée par Thomé, et joué par Mademoiselle Ganne, Renée du Minil de la Comédie française et par Robert le Lubez.
En villégiature à Versailles où elle se fait construire une villa, à côté du Petit Trianon, elle reçoit, avec sa fille, durant les mois d'été, comme à Paris, le jeudi et le dimanche.
Amatrice de musique classique, elle organise également des soirées consacrées aux grands compositeurs, comme Beethoven ou Mozart,.
Le 27 février 1908, elle donne une matinée musicale entièrement consacrée aux œuvres du compositeur Paul Vidal.
Elle donne par ailleurs, chaque année, à l'occasion de la Sainte-Eugénie, sa fête patronale, un grand dîner suivi d'une soirée artistique,.